# ساوت پارک (سان فرانسیسکو)
ساوت پارک یک پارک شهری کوچک و محله ای به همین نام در محله بزرگتر South of Market در سانفرانسیسکو، کالیفرنیا است که از ۰٫۸۵ هکتار (۰٫۳۴ هکتار) زمین عمومی تشکیل شده‌است. این محله در پارک کوچک بیضی شکل و خیابان پارک جنوبی که پارک را احاطه کرده‌است، متمرکز است. پارک جنوبی توسط خیابان‌های دوم، سوم، برایانت و برانان محدود می‌شود.
دو نیمه خیابان پارک جنوبی در هر دو انتهای پارک دوباره به هم می‌پیوندند و برای امتداد کوتاه و مستقیم ادامه می‌دهند قبل از اینکه در یک طرف خیابان دوم و از طرف دیگر به خیابان سوم ختم شوند. این یک خط منحنی از ساختمان‌ها ایجاد می‌کند که به خیابان و پارک یک ویژگی شهری و محصور غیرمعمول می‌بخشد. مشاغل محلی، رستوران‌ها و بسیاری از ساختمان‌های آپارتمانی در خیابان پراکنده‌اند.
در ژانویه ۲۰۱۶، پارک به‌طور موقت بسته شد تا تحت بازسازی ۲٫۸ میلیون دلاری قرار گیرد که شامل ارتقاء زیرساختی و زیبایی کامل خواهدبود.

## تاریخچه
بلوک پارک جنوبی در سال ۱۸۵۲توسط کارآفرین انگلیسی جورج گوردون مونتاژ شد.
این پارک در ابتدا در سال ۱۸۵۵ به عنوان مرکز یک جامعه مسکونی منحصر به فرد ساخته شد. این بنا از میدانی در لندن، انگلستان، به‌عنوان یک ساختمان مسکونی متشکل از هفده عمارت به‌علاوه خانه‌های شهری (در مجموع ۵۸ اقامتگاه) در یک بیضی شکل ۵۵۰ فوتی در اطراف یک پارک خصوصی با چمن الگوسازی شد. اولین خیابان‌ها و پیاده‌روهای آسفالت شده در سانفرانسیسکو را به نمایش گذاشت. یک آسیاب بادی در مرکز پارک آب را برای خانه‌ها پمپاژمیکرد.
از اواخر قرن نوزدهم تا اوایل قرن بیستم، پارک جنوبی مرکز یکی از بزرگترین جوامع ژاپنی آمریکایی سانفرانسیسکو بود. این منطقه که بین اسکله و پایانه راه‌آهن اقیانوس آرام جنوبی قرار گرفته‌است، دارای خوابگاه‌ها، هتل‌ها، حمام‌ها و فروشگاه‌های متعلق به ژاپنی‌ها و اداره‌کننده آن است. بسیاری از سازه‌ها باقی مانده‌اند: هتل مادرید جایی را اشغال می‌کند که زمانی هتل ایموتو در22 South Park بود.
این محله پس از ساخت خیابان دوم شروع به از دست دادن انحصار خود کرد که باعث شد منطقه برای ساکنان کمتر مرفه قابل دسترسی باشد. ساکنان ثروتمند در اواخر قرن نوزدهم به محله جدیدتر نوب هیل نقل مکان کردند، و شهر در سال ۱۸۹۷ پارک را تصرف کرد. پس از زلزله سانفرانسیسکو در سال ۱۹۰۶، زمانی که بسیاری از خانه‌های اطراف محله رینکن هیل ویران شدند، این شهر کاهش بیشتری را متحمل شد. پارک بیضی شکل، با این حال، بدون تغییر باقی مانده‌است و هنوز هم محل ملاقات مرکزی در محله است. پس از زلزله، این محله به عنوان انبار، تولید سبک، کلوپ شبانه و هتل بازسازی شد. مهاجران از کشورهای مختلف و همچنین معتادان به مواد مخدر و ولگردها به این محله آمدند. این محله از دهه ۱۹۷۰شروع به جذب هنرمندان و متخصصان جوان کرد.
این منطقه در طول رونق دات کام در اواخر دهه ۱۹۹۰، به دلیل فضای اداری منعطف با اجاره اولیه پایین، شکوفا شد. گاهی اوقات به عنوان «زمین صفر» انقلاب دات کام با بسیاری از شرکت‌های اینترنتی نوپا مستقر در منطقه توصیف می‌شد. با این حال، در اواخر سال ۲۰۰۱، بسیاری از این شرکت‌ها درهای خود را بسته بودند. با این حال، از سال ۲۰۰۶، در عصر اینترنت که برخی آن را Web 2.0 نامیده‌اند، South Park یک بار دیگر به خانه بسیاری از شرکت‌های کوچک مرتبط با وب تبدیل شده‌است.
بتازگی، برخی از همسایگان در پارک جنوبی مخالفت خود را با پیشنهادی مبنی بر قرار دادن یک ایستگاه بالای زمینی در مترو مرکزی در انتهای جنوب غربی خیابان پارک جنوبی، در خیابان سوم ابراز کرده‌اند. سرانجام مسیر خط توسط آژانس حمل و نقل شهرداری تصمیم گرفته شده‌است و در امتداد خیابان چهارم، یک بلوک دورتر از غرب خواهد بود.

## مشاغل پارک جنوبی

### جاری
(از ژانویه ۲۰۱۶)

#### معماری، مهندسی و طراحی
- Aidlin Darling Design[۸][۹]
- معماری Arcanum[۱۰]
- دستگاه‌های شبدر آبی[۱۱]
- معماری منظر CMG[۱۲]
- Fennie + Mehl Architects[۱۳]
- شرکای طراحی لوی[۱۴]
- مارک هورتون / معماری[۱۵]
- Pfau Long Architecture[۹][۱۶]
- سند استودیو[۱۷]
- مهندسی استرندبرگ[۱۸]
- همکاران قطار والریو دیوالت[۱۹]
- WRNS Studio[۲۰]
- زک | معماری د ویتو + ساخت و ساز[۹][۲۱]
- طرح صفر ده[۲۲]